# Pilsbury Castle

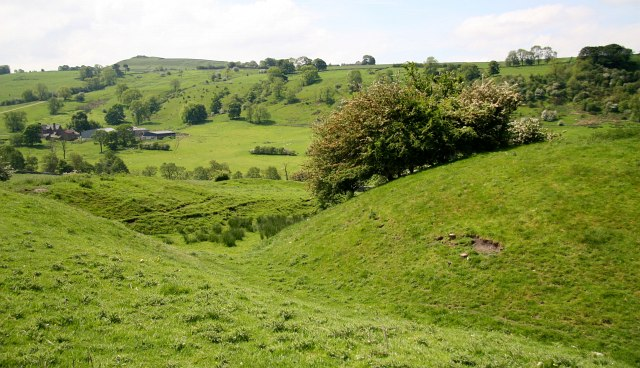
Erdwerke von Pilsbury Castle

Pilsbury Castle ist eine abgegangene Höhenburg bei Pilsbury in der englischen Grafschaft Derbyshire über dem River Dove.

## Details
Pilsbury Castle bedeckte eine Fläche von etwa 160 Meter × 137 Meter auf erhöhtem Gelände in der Nähe des Dorfes Pilsbury. Die Burg war wohl ursprünglich eine Befestigung aus der Eisenzeit, bevor sie von den Normannen genutzt wurde. Tatsächlich setzt sich der Name „Pilsbury Castle“ aus dem keltischen Pil, dem angelsächsischen Bury und dem normannischen Castel zusammen, die allesamt im Deutschen „befestigter Standort“ bedeuten. Im Frühmittelalter lag das Gelände am River Dove Routeway und sicherte auch eine wichtige Wegkreuzung.
Die Normannen bauten eine große Motte auf dem Gelände und es gibt verschiedene Meinungen darüber, wann sie dies taten. Eine Theorie geht davon aus, dass die Burg in den Jahren unmittelbar nach der Eroberung Englands errichtet wurde. Die Gegend um Pilsbury gab König Wilhelm der Eroberer Henry de Ferrers zu Lehen. Diese Gegend wurde beim Harrying of the North verwüstet und Henry de Ferrers könnte die Burg kurz danach gebaut haben, um die Kontrolle über das Gebiet wieder sicherzustellen. De Ferrers ließ auch noch weitere Burgen erbauen, z. B. Tutbury Castle und Duffield Castle, was Pilsbury Castle zu einem Teil dieser Gruppe von Verteidigungsanlagen aus dem 11. Jahrhundert machte. Eine alternative Theorie besagt, dass die Burg auf Geheiß von Robert de Ferrers oder dessen Vater während des Bürgerkrieges der Anarchie erbaut wurde. Während die De Ferrers König Stephan unterstützten, schlug sich ihr Nachbar, Ranulph de Gernon, 2. Earl of Chester, auf die Seite von Kaiserin Matilda.

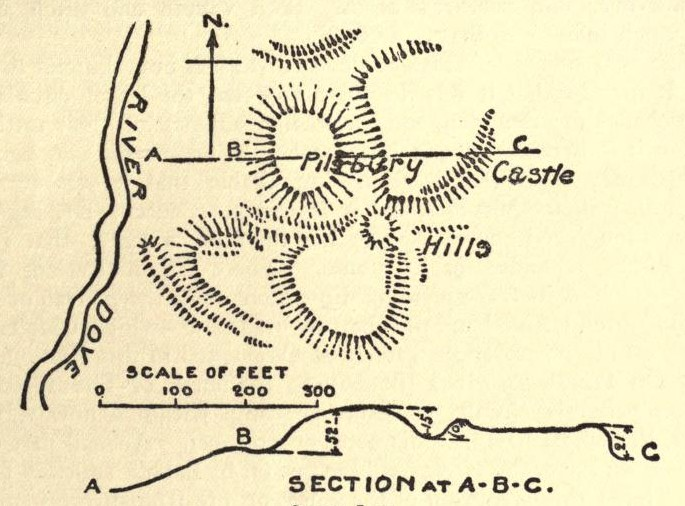
Grundriss von Pilsbury Castle (1905)

Die Burg selbst besteht aus einem Mound und zwei Burghöfen mit Seitenlängen von etwa 40 bzw. 45 Metern. Die Burg scheint in den Folgejahren wieder aufgegeben worden zu sein; es kann aber auch sein, dass sie nach der Beteiligung von William de Ferrers, 3. Earl of Derby, an der Revolte von 1173–1174 zerstört wurde oder dass sie aufgegeben wurde, als das umliegende Land an das Herzogtum Lancaster überging, nachdem Robert de Ferrers, 6. Earl of Derby, enteignet worden war. Es ist aber auch möglich, dass die Burg nicht mehr benötigt wurde, weil das nahegelegene Hartington an Bedeutung gewann und das Dorf Pilsbury zunehmend entvölkert wurde.
Im 20. Jahrhundert sah man nur noch wenig von der Burg; ein Mound auf einem Felsvorsprung aus Kalkstein und die Überbleibsel verschiedener Erdwerke waren die einzigen Spuren. Zu Beginn des 21. Jahrhunderts wurden bei archäologischen Untersuchungen die Fundamente der Burg entdeckt. Das Gelände gilt als Scheduled Monument.